# 长岛 (安提瓜和巴布达)
17°09′18″N 61°45′12″W / 17.15500°N 61.75333°W
长岛（英語：Long Island）是加勒比海岛国安提瓜和巴布达的私人岛屿，位于安提瓜岛东北海岸上、帕勒姆半岛北端、距离安提瓜岛上的荷兰人湾约2.5公里，由圣彼得区负责管辖，面积1.2平方（0.46平方英里），是该国第五大岛屿，最高点海拔高度6米，岛上无人居住。该岛于1493年被意大利探险家克里斯托弗·哥伦布第一次发现。